# Sjoerd Ruiter
Sjoerd Ruiter (* 2. November 1951; † 29. März 2017) war ein niederländischer Fußballspieler. Von 1970 bis 1973 stand der Mittelfeldspieler bei Ajax Amsterdam unter Vertrag. Er galt als eines der größten Talente des niederländischen Fußballs, trat jedoch bereits mit 20 Jahren vom Profifußball zurück.

## Leben und Karriere
Sjoerdje, so wurde der junge Ruiter genannt, wuchs in Amstelveen als Sohn eines seefahrenden Vaters und einer depressiven Mutter auf. Er kam 1967 in die B-Jugend von Ajax. In der A-Jugend war er Mannschaftskamerad von Johan Neeskens, Gerrie Kleton und Louis van Gaal; in der niederländischen U-17-Nationalmannschaft spielte er neben Bert van Marwijk und Wim Rijsbergen. Er galt seinerzeit als das größte Talent von Ajax und eines der größten des niederländischen Fußballs, spätestens nachdem der bekannte Sportjournalist Maarten de Vos von De Tijd – der Ruiter in einem Jugendländerspiel beobachtet hatte – für ihn die Beschreibung de Tweede Cruijff, der „zweite Cruijff“ prägte. Auch der spätere Trainer der belgischen Nationalmannschaft, Raymond Goethals, verglich den 17-Jährigen mit dem damals auf dem Höhepunkt seiner Karriere stehenden Spielmacher von Ajax und der niederländischen Nationalmannschaft: „Dieser Sjoerd Ruiter gleicht Cruijff in seinem gesamten Verhalten.“ Presse und Fans feierten ihn als den Nachfolger Cruijffs. Beim U-19-Länderspiel gegen Deutschland in Geleen am 18. Oktober 1969 feuerten ihn die Zuschauer mit „Vooruit-Cruijffie“-Sprechchören an; Ruiter erzielte den Führungstreffer, den der Schalker Klaus Beverungen zum 1:1-Endstand ausglich.
Ruiter erhielt, noch 18-jährig, 1970 einen Vertrag für die erste Mannschaft. Er wurde in der B-Elf, der zweiten Mannschaft der Amsterdamer eingesetzt, wo er auch Begehrlichkeiten anderer Vereine weckte. Doch noch vor Ablauf seiner drei Vertragsjahre – und ohne Pflichtspieleinsatz in der „Ersten“ – erklärte er während der Saison 1972/73 seinen Rücktritt vom Profifußball. Er wolle weder einen neuen Vertrag unterzeichnen noch zu einem anderen Verein wechseln, obwohl Klubs wie die Go Ahead Eagles, Royal Antwerpen und Standard Lüttich ihn gern verpflichtet hätten. Doch Ruiter wollte nicht mehr als Profi auflaufen. Er war dem Druck der Erwartungen durch den Vergleich mit Cruijff psychologisch nicht gewachsen. Später sagte er, „Als Sjoerd Ruiter war ich ein guter Fußballer. Aber nicht als neuer Cruijff.“ und „Ich war schon immer nicht ganz in Ordnung. Fühlte mich unbedeutend, wertlos. Daher redete ich auch nie, war total verschlossen.“ Johnny Rep beschrieb die Situation später: „Sjoerdje wusste nicht einmal mehr, wie er laufen musste. Ich sehe die Zeitungsgeschichte noch vor mir. Maarten hatte alles enorm romantisiert, machte sogar eine Art Superstar aus Sjoerd. Im Nachhinein gesehen ist dieser Artikel nicht so gut für ihn gewesen...“ Nach seinem Rücktritt entließ der AFC Ajax den Spieler nicht aus seinem Vertrag: Ruiter musste ein Jahr lang pausieren, ehe er bei einem Amateurverein wieder gegen den Ball treten durfte. Doch auch daran fand er kein Gefallen mehr, hörte vollständig mit dem Fußballspielen auf. Aufgrund seiner Angststörungen war er mehrere Jahre in Behandlung in einer psychiatrischen Tagesklinik.
In späteren Jahren wurde Ruiters Karriereende immer wieder in der Presse aufgenommen; auch wenn es darum ging, dass hochgejubelte Talente – insbesondere solche, die mit Cruijff verglichen wurden – ihren Durchbruch nicht schafften. „Sjoerd ist zum Symbol geworden für Toptalente, die es nicht geschafft haben“, sagte 2015 Sportjournalist David Endt, der als B-Jugendlicher gemeinsam mit Ruiter trainierte.
In der Nacht vom 28. auf den 29. März 2017 starb Ruiter 65-jährig an den Folgen eines Schlaganfalls.